# 八田憲英

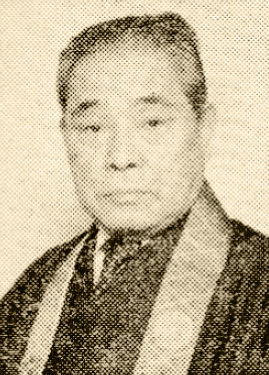
八田憲英師の肖像

八田 憲英（はった けんえい、 1928年〈昭和3年〉 - 1992年〈平成4年〉）は、浄土真宗本願寺派の僧侶、本派本願寺ハワイ別院の元開教使である。元フォーダム大学講師。元セント・ジョンズ大学講師。真宗大谷派東京教区千葉組萬燈山恵光寺の開基。浄土真宗本願寺派岐阜教区揖斐組光蓮寺の元衆徒。

## 略歴
- 1928年（昭和3年）、岐阜県揖斐郡揖斐川町白樫に生れる。
- 1949年（昭和24年）、龍谷大学文学部を卒業する。
- 1951年（昭和26年）、龍谷大学大学院文学研究科を修了、ハワイ大学に留学する。
- 1954年（昭和29年）、コロンビア大学大学院を修了する。
- 1955年（昭和30年）、本派本願寺ハワイ別院の開教使に就任する。
- 1967年（昭和42年）、コロンビア大学大学院博士課程を修了する。
- 1968年（昭和43年）～1984年（昭和59年）、フォーダム大学、セント・ジョンズ大学の講師として従事する。
- 1985年（昭和60年）、日本に帰国し、布教使として全国を巡回する。
- 1988年（昭和63年）、仏教伝道協会の支援を受けて、千葉県習志野市にて英語による仏教伝道の布教所を設立する。
- 1992年（平成4年）、法友で直弟子でもある勝尾当知に後事を託し、64歳で死去。

## 著書
注意
出版社・出版年が不明なものも合わせて表記。
- 『法悦に輝く人々』百華苑、1963年。
- 『観無量寿経英訳』
- 『親鸞と道元の宗教』

### 論文
- CiNii>八田憲英

## 関係リンク
- 真宗大谷派 萬燈山 恵光寺
- 本派本願寺ハワイ別院
- Buddhist churches of America（米国仏教団）
- Center for Buddhist Education
- 仏教大学院
- Homepage for Jodo Shinshu Hongwanji-ha Hongwanji International Center - English
- 公益財団法人 仏教伝道協会